# Le grand final
|  | Denne artikel er oprettet af botten PalnaBot ud fra en ekstern database. Den kan derfor have sproglige fejl eller mangler. Denne skabelon kan fjernes efter kontrol af indholdet. |

Le grand final er en dansk kortfilm fra 2000 skrevet og instrueret af Morten Hartz Kaplers.

## Handling
En smuk film om en mands tro, håb og forfængelighed.